# Cold calls
Cold calls är en metod som används vid nykundsrekrytering med telefonen som verktyg. Den går ut på att man ringer upp företag/personer som man identifierat som potentiella kunder som man inte träffat tidigare.